# Orawski Park Etnograficzny w Zubrzycy Górnej
Muzeum – Orawski Park Etnograficzny w Zubrzycy Górnej – muzeum na wolnym powietrzu otwarte w 1955 roku. Prezentuje architekturę oraz kulturę materialną, społeczną i duchową regionu Górnej Orawy, która kształtowała się przez wieki począwszy od przybycia osadników - pasterzy wołoskich przepędzających tu swoje stada z terenów Karpat Wschodnich oraz rolników napływających od północy (z Małopolski) i szukających schronienia wśród lasów puszczy karpackiej słabo zaludnionego pogranicza polsko-węgierskiego.

## Historia
Początki tego pierwszego w powojennej Polsce muzeum na wolnym powietrzu sięgają daleko wstecz, do lat 30. XX wieku. Wtedy to potomkowie sołtysio-szlacheckiego rodu Moniaków przekazali na rzecz Skarbu Państwa pozostałą cząstkę swojej ojcowizny – budynek mieszkalny wraz z zabudowaniami gospodarczymi wraz z ok. 4 ha terenu. Byli to Joanna z Łaciaków Wilczkowa i jej brat, na stałe mieszkający już w Budapeszcie – Aleksander Łaciak (a właściwie Sándor Lattyak). Dzięki zabiegom i staraniom dyrektora Muzeum Tatrzańskiego im. dra T. Chałubińskiego w Zakopanem Juliusza Zborowskiego oraz krakowskiego konserwatora zabytków Bogdana Tretera 13 sierpnia 1937 roku sfinalizowana została wola wspomnianych darczyńców, następnie zaś, jeszcze wybuchem II wojny światowej zdążono wykonać pierwsze prace zabezpieczające.
Po zakończeniu wojny Bogdan Treter zlecił niezbędne prace zabezpieczające przy dworze Moniaków, lecz wraz z jego śmiercią (12.11.1945) opieka nad zabytkowym siedliskiem ustała i obiekty popadały w ruinę. Joanna z Łaciaków Wilczkowa zmarła 19 marca 1951 r. W niszczejącym dworze urządzono owczarnię.
Latem 1951 roku, po pierwszej wizycie w Zubrzycy Górnej, nowa konserwator zabytków w Krakowie Hanna Pieńkowska podjęła decyzję o konserwacji zabytkowej zagrody. Prowadziła ekipa budowlano-konserwatorska pod kierunkiem Jędrzeja Chowańca, majstra z Nowego Targu. Pomagała w nich miejscowa ludność, w tym późniejszy kierownik Andrzej Pilch. 11 września 1955 roku został otwarty Orawski Ośrodek Krajoznawczo-Turystyczny w Zubrzycy Górnej. Administrację powierzono PTTK, aby powiązać ruch turystyczny z działalnością kulturalną. A w pierwszym obiekcie przeniesionym w 1954 roku, XVIII-wiecznej karczmie z Podwilka, urządzono schronisko turystyczne.
Opiekę merytoryczną sprawowało Muzeum Tatrzańskie, które oddelegowało do Zubrzycy swoich pracowników. Organizację muzeum opracowała Wanda Jostowa, która od 1955 roku pełniła społecznie funkcęe kustosza. W tym celu przeprowadziła badania i konsultacje z krakowskim zespołem konserwatorskim i Państwowym Instytutem Badania Sztuki Ludowej prowadzonym przez prof. Romana Reinfussa.
Po reformie administracyjnej kraju Orawa znalazła się w województwie nowosądeckim. Z początkiem 1974 roku powstał Orawski Parku Etnograficzny. Jego dyrektorem została dr Wanda Jostowa, instytucji przydzielono stały budżet, powiększono kadrę, kontynuowano dokumentację inwentaryzacyjną - z ramienia konserwatora zespołem dokumentalistów kierował dr Marian Kornecki. Poszerzył się zakres badań i rozwijała się działalność edukacyjna, nastąpiło bliższe powiązanie pracy muzeum z miejscową społecznością. Z czasem powstały zaczątki biblioteki i archiwum fotograficzno-etnograficznego.
Druga połowa lat 70. XX wieku zakończyła pewien etap działalności. Zostało zlikwidowane schronisko, na emeryturę odeszli Andrzej Pilch i Hanna Pieńkowska, a dr Wanda Jostowa została odwołana ze stanowiska. 
Na początku lat 80. XX wieku dyrektorem została etnografka ze szkoły krakowskiej Grażyna Herzig-Wolska. Skupiono się na ochronie znikającego w zastraszającym tempie tradycyjnego budownictwa. Podjęto badania terenowe i dokonano typowań zagród do przeniesienia, myślano o pozyskaniu nowych terenów i opracowano plany zagospodarowania przestrzennego. W połowie lat 80. XX wieku w strukturę muzeum włączono mały skansen w Sidzinie. Zaplanowano, że ma on mieć strukturę przestrzenną wsi w północno-zachodniej części terenów przylegających do istniejącej ekspozycji parkowej. Na terenie leżącym w rozwidleniu dwóch potoków utworzono zarys łańcuchówki rozproszonej.
W pracach wspierało zespół skansenowskich muzealników Towarzystwo Przyjaciół Orawy, którego członkowie, m.in. prof. Ryszard Kantor, dr hab. Tadeusza Trajdos i ks. Władysław Pilarczyk publikowali artykuły o pracy muzeum. 
Początek XXI w. to nieprzerwany rozwój, w dużej mierze dzięki pozyskiwanym funduszom europejskim. Na terenie muzeum stanął kościół pw. Matki Bożej Śnieżnej, odbudowano kolejne chałupy i budynki gospodarcze translokowane do skansenu z terenu polskiej Orawy oraz plebanię z Podwilka. Powstał m.in. plac zabaw oraz różne obiekty małej architektury. Muzeum zaczęło organizować swoją największą i najbardziej znaną cykliczną imprezę folklorystyczną – Święto Borówki oraz rozmaite wydarzenia kulturalne i wystawy. Kuratorem wielu z nich była dr Urszula Janicka-Krzywda. Do oferty muzeum wprowadzone zostały zajęcia edukacyjne.
Od 2006 zarządcą muzeum stał się Urząd Marszałkowski Województwa Małopolskiego, a skansen jako Muzeum - Orawski Park Etnograficzny w Zubrzycy Górnej został wpisany do Państwowego Rejestru Muzeów.
Muzeum – Orawski Park Etnograficzny było i wciąż bywa plenerem filmowym, kręcono tutaj m.in. Janosika, Ród Gąsieniców oraz Ogniem i Mieczem, a także serial "Marusarz. Tatrzański orzeł.

## Nagrody i odznaczenia
- W 1999 r. Orawski skansen wyróżnienie w ramach konkursu na wydarzenie muzealne Sybillę uznawaną za najważniejszą nagrodę dla muzeum w Polsce[1].

## Ekspozycja stała

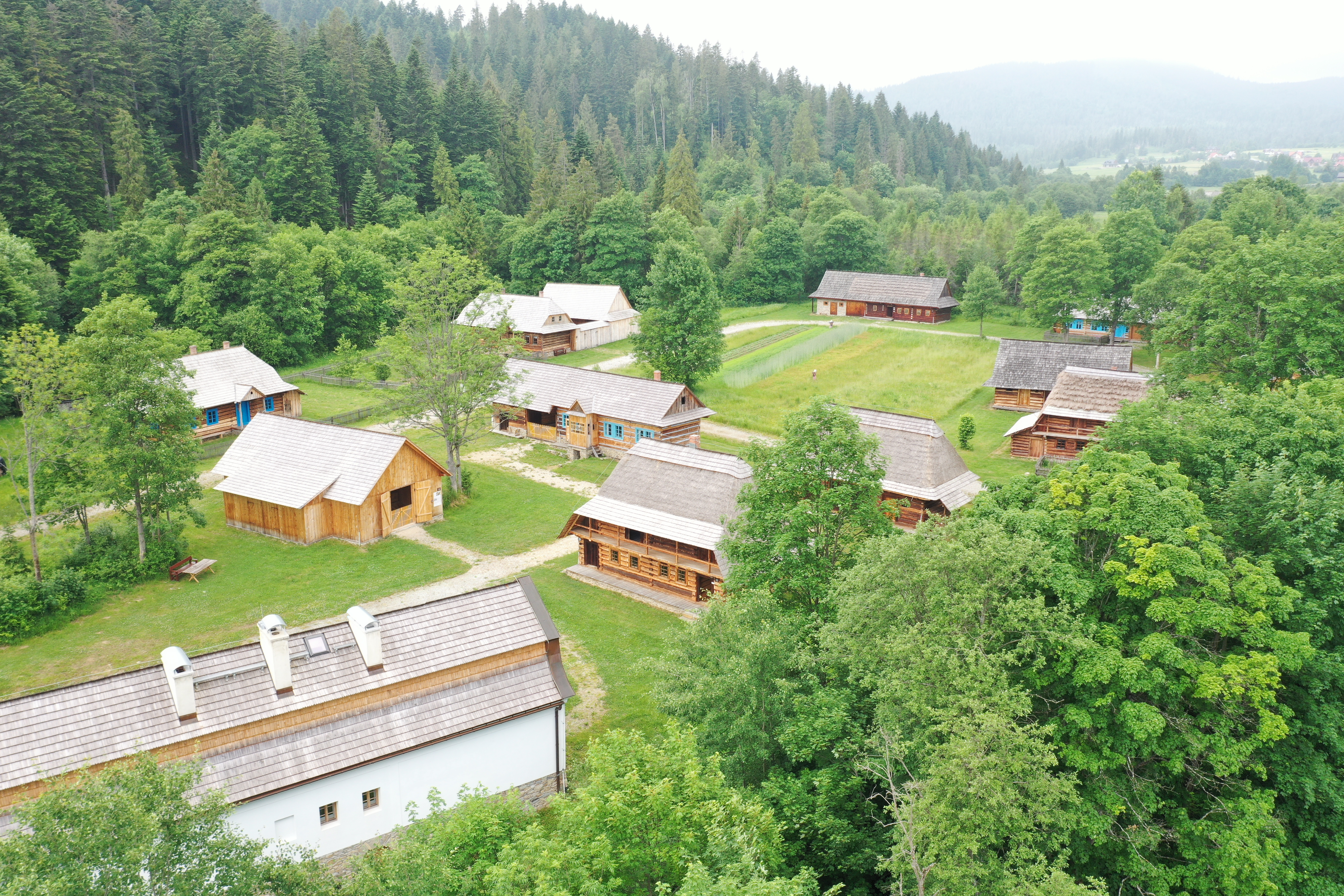
Nowsza część muzeum - budynki ekspozycyjne i edukacyjne

Ekspozycje stałe prezentują tradycyjną kulturę materialną, społeczną i duchową ludności Polskiej Orawy. Na prawie 12 hektarach znajduje się ponad 60 obiektów, które składają się na 36 wystaw o zróżnicowanej tematyce. Zagrody chłopskie ukazują warunki bytowe ludności od biednych po zamożnych gospodarzy, ich życie codzienne naznaczone ciężką pracą i czas świąteczny – pełen radości i nadziei – oba pełne rozmaitych zabiegów – obrzędów, zwyczajów i obyczajów mających zapewnić życiową pomyślność. Z kolei kuźnie, olejarnia, młynotartak, folusz czy farbiarnia z maglem prezentują nie tylko technologie produkcji, trud żmudnej pracy rzemieślników, ale i umiejętność wprzęgania sił natury w procesy wytwórcze. Wszystko to wespół obiektami sakralnymi, użyteczności publicznej, małą architekturą i otaczającą przyrodą ma tworzyć klimat podróży w czasie do świata naszych przodków. Obiekty: 
1. Czarna karczma – XVIII-wieczny budynek pochodzący z Podwilka. Do lat 70. XX wieku pełniła funkcję schroniska PTTK[1].  Obecnie punkt sprzedaży biletów, pamiątek i wydawnictw.
2. Lamus z Podwilka – XVIII-wieczny budynek z pięterkiem i galeryjką.
3. Chałupa Dziubka z Jabłonki – XIX-wieczny budynek z wyżką (spichlerzem na piętrze) z ekspozycją ukazującą orawską izbę weselną
4. Pasieka orawska – zespół uli kłodowych, tzw. stojaków
5. Dwór Moniaków zachowany in situ wraz ze stajniami, owczarnią i chlewem i piwnicą to serce skansenu. Najstarsza część dworu pochodzi z XVII w., młodsza z XVIII. Rodzina Moniaków pełniła funkcje sołtysie od chwili lokacji wsi do połowy XIX w. W 1674 r. uzyskała tytuł szlachecki nadany aktem cesarskim.
6. Chałupa Paś-Filipka z Jabłonki – XVIII/XIX w., typowy przykład architektury orawskiej, właściwej zamożnym gospodarzom, podania ludowe głoszą, że został niegdyś przewieziony z Zubrzycy Górnej do Jabłonki jako wiano panny młodej. Wewnątrz ekspozycja dot. tkactwa.
7. Olejarnia z Lipnicy Małej – dwa pomieszczenia, z których jedno mieści stępy do tworzenia mączki lnianej, a w drugim znajduje się wybijac – prasa klinowo-taranowa do tłoczenia oleju.
8. Chałupa Dziurczaka – k. XIX w., przeniesiona z Zubrzycy Dolnej, prezentuje nowszy typ budownictwa orawskiego Mieści eskpozycję związaną z najstarszą orawską apteką, z którą związani byli m.in. Eugeniusz Stercula, Jan Neupauer, Magdalena Dziubek (matka Andrzeja Dziubka).
9. Remiza – kopia budynku z Harkabuza, Obecnie stróżówka i pomieszczenie garażowo-magazynowe.
10. Chałupa Omylaka – 2. poł. XIX w., przeniesiona z Zubrzycy Dolnej, współtworzy zagrodę z nieco cofniętym budynkiem gospodarczym Wendelina Moniaka z 1924 r., z Zubrzycy Górnej-Zimnej Dziury. Obecnie we wnętrzu ekspozycja dotycząca Piotra Borowego.
11. Kuźnia Jabłońskich – 1. poł. XX w., przeniesiona z Jabłonki z typowym wyposażeniem, w użyciu do końca XX w., wnętrze nieudostępniane do zwiedzania.
12. Plebania – budynek z lat 30. XX w. przeniesiony z Podwilka związany z osobą ks. Jana Góralika. Obecnie biuro skansenu.
13. Chałupa Wontorczyka – z jedyna w skansenie zagroda w kształcie litery "L". Składają się na nią XIX-wieczna chałupa z Lipnicy Małej oraz budynki gosp. Solawy z lat 40. XX w. z Zubrzycy Dolnej. Wewnątrz ekspozycja dot. krawiectwa.
14. Bacówki orawskie – szałasy mieszczące ekspozycję dotyczącą gospodarki pasterskiej
15. Chałupa Anny Pawlak z Piekielnika, 2. poł XIX w., w środku ekspozycja dot. stolarstwa i snycerstwa. Tworzy zagrodę z budynkiem gospodarczym Piekielnickiego z Piekielnika.
16. Chałupa Świetlaka z Zubrzycy Górnej z lat 40. XX w., tworzy zagrodę wraz z budynkiem gospodarczym Łukaszczyka z Podwilka. Obecnie pomieszczenia dla zajęć edukacyjnych.
17. Zagroda Joanny Moniak z Zubrzycy Górnej z 1. poł. XX w., obecnie pomieszczenia dla zajęć edukacyjnych.
18. Zagroda Miraja z Jabłonki – jednobudynkowa, kryta częściowo słomą, tzw. kicokami, w środku wystrój z 2 poł. XX w.
19. Zagroda Czarniaka z Zubrzycy Górnej z 1930 r. prezentująca typ zagrody częściowo zamkniętej. Obecnie pomieszczenia dla zajęć edukacyjnych.
20. Szkoła z Lipnicy Wielkiej, z 2. poł. XIX w., zawiera jedną izbę lekcyjną, kancelarię oraz izbę mieszkalną.
21. Zagroda Pawlaka z Zubrzycy Górnej, z przełomu XIX/XX w. z zaaranżowaną skromną, przydomową pracownią stolarską, a w części gospodarczej – gonciarnią.
22. Zagroda Pawlaczek z Jabłonki z 2. poł. XIX w. z typowym wyposażeniem z przełomu XIX i XX w.
23. Magiel – kopia magla z Šumiaca, budynek wyposażony w kierat, napędzany zwykle siłą zwierząt pociągowych.
24. Farbiarnia – kopia budynku stojącego do dziś w Orawce, który wybudowano prawdopodobnie w 1. poł. XVIII w. Jest ostatnim śladem w terenie po farbiarstwie i płóciennictwie na Górnej Orawie
25. Zagroda Zązla z Podwilka, XIX/XX w., wewnątrz ekspozycja dot. szewstwa oraz wyposażenie z poł. XX w.
26. Zagroda Małysy z Chyżnego – 2. poł. XIX w., kryta słomą, w środku wyposażenie z 1. poł. XX w.
27. Zagroda Misińców zachowana in situ chałupa (XIX/XX w.) wraz ze studnią, piwnicą, stodołą i kuźnią. Wewnątrz typowe wyposażenie oraz ekspozycja poświęcona Janowi Pawłowi II.
28. Kościół pw. Matki Bożej Śnieżnej z Tokarni – zbudowany w 1. poł. XVII w. pierwotnie pełnił rolę kaplicy dworskiej, która następnie została rozbudowana Wewnątrz oprócz późnobarokowych ołtarzy możemy oglądać chór ozdobiony płaskorzeźbami ludowego twórcy Józefa Wrony.
29. Chałupa Kotta z Zubrzycy Górnej z 1869 r. – klasyczny przykład budownictwa Orawy z wyposażeniem oddającym życie średnio zamożnej rodziny w 2. poł. XIX w.
30. Folusz z Łopusznej z XIX w. zakład przemysłu chłopskiego, gdzie folowano - spilśniano materiał tworząc sukno – filc.
31. Tartak z Łopusznej z 1. poł. XIX w z tzw. wałaską – kołem podsiębiernym napędzającym mechanizm z jedną piłą.
32. Kuźnia – XIX w. z Zubrzycy Górnej z całym wyposażeniem.
33. Młynotartak – kopia XIX-wiecznego zespołu przemysłu wiejskiego z Chyżnego z oryginalnie zachowanym wyposażeniem młyna wodnego oraz tartakiem.
34. Biała karczma – przeniesiona z Podwilka, obecnie przeznaczona na działania edukacyjne i wystawy czasowych.
35. Zagroda Możdżenia – k. XIX w., przeniesiona z Podszkla i ukazująca warunki bytowe najuboższych gospodarzy.
36. Dzwonnica – zwana "loretańską", przeniesiona z przysiółka Zimna Dziura.

## Galeria

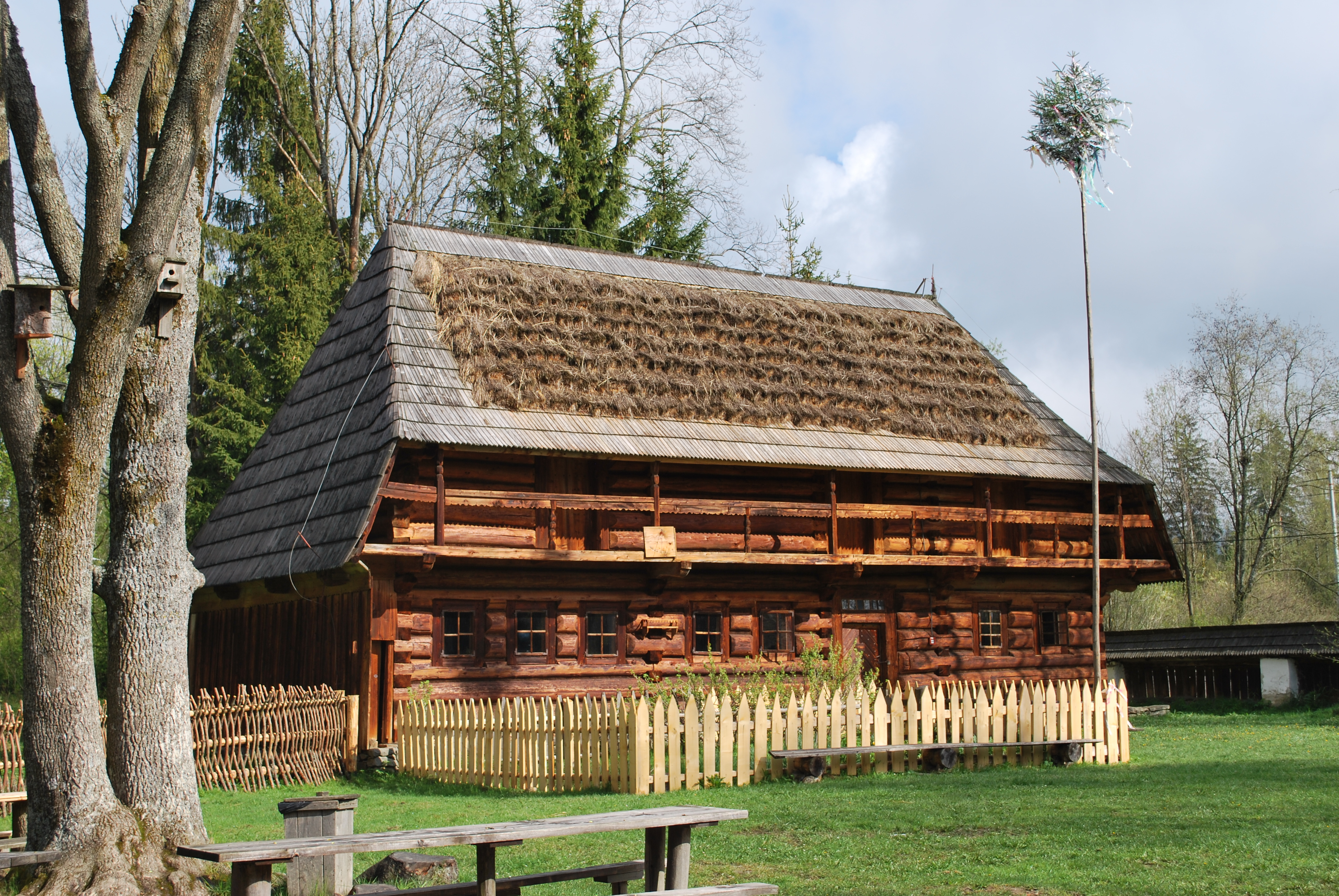
Chałupa Alojzego Dziubka ze stojącym przed nią mojem
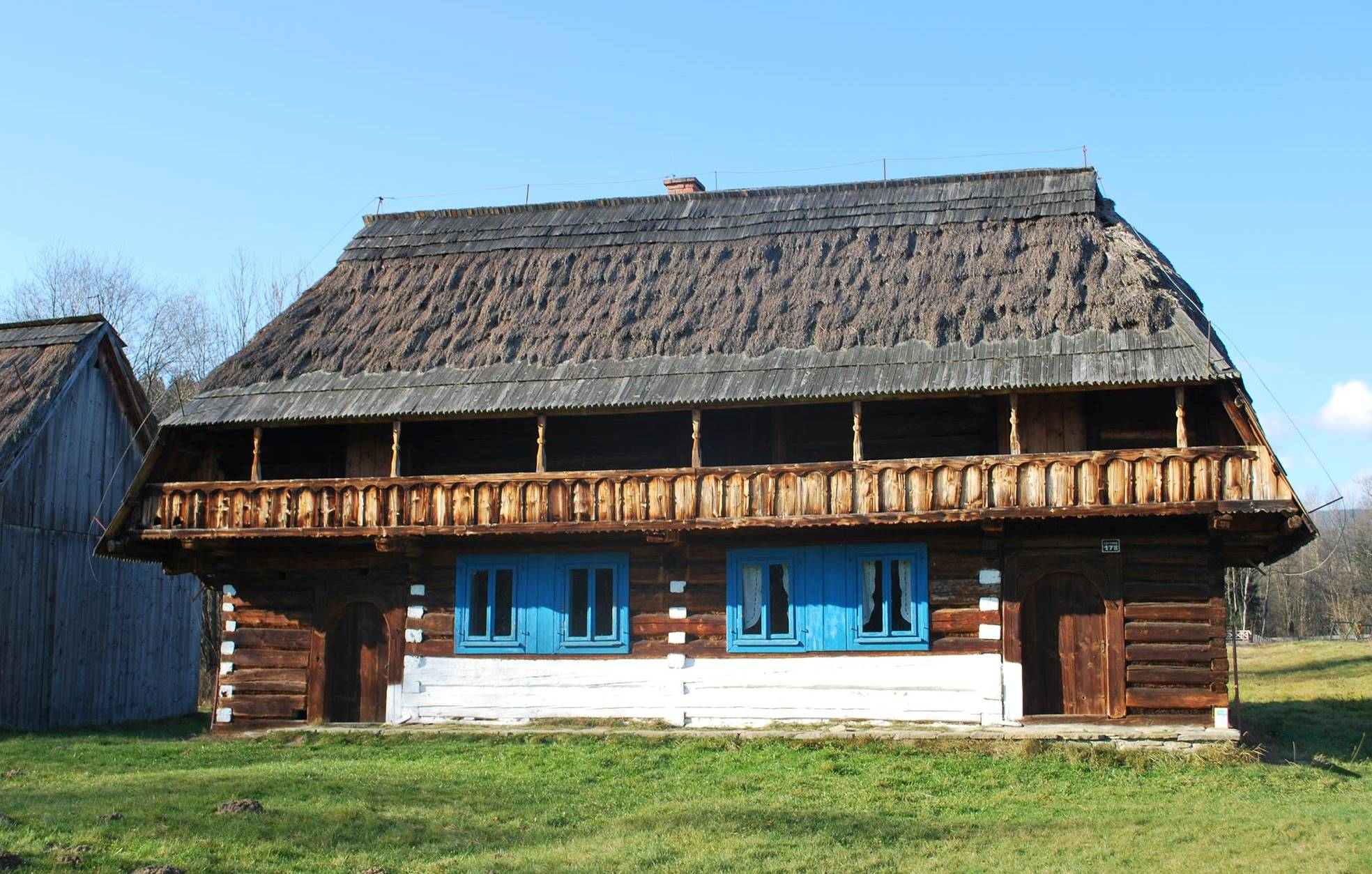
Chałupa Małysów
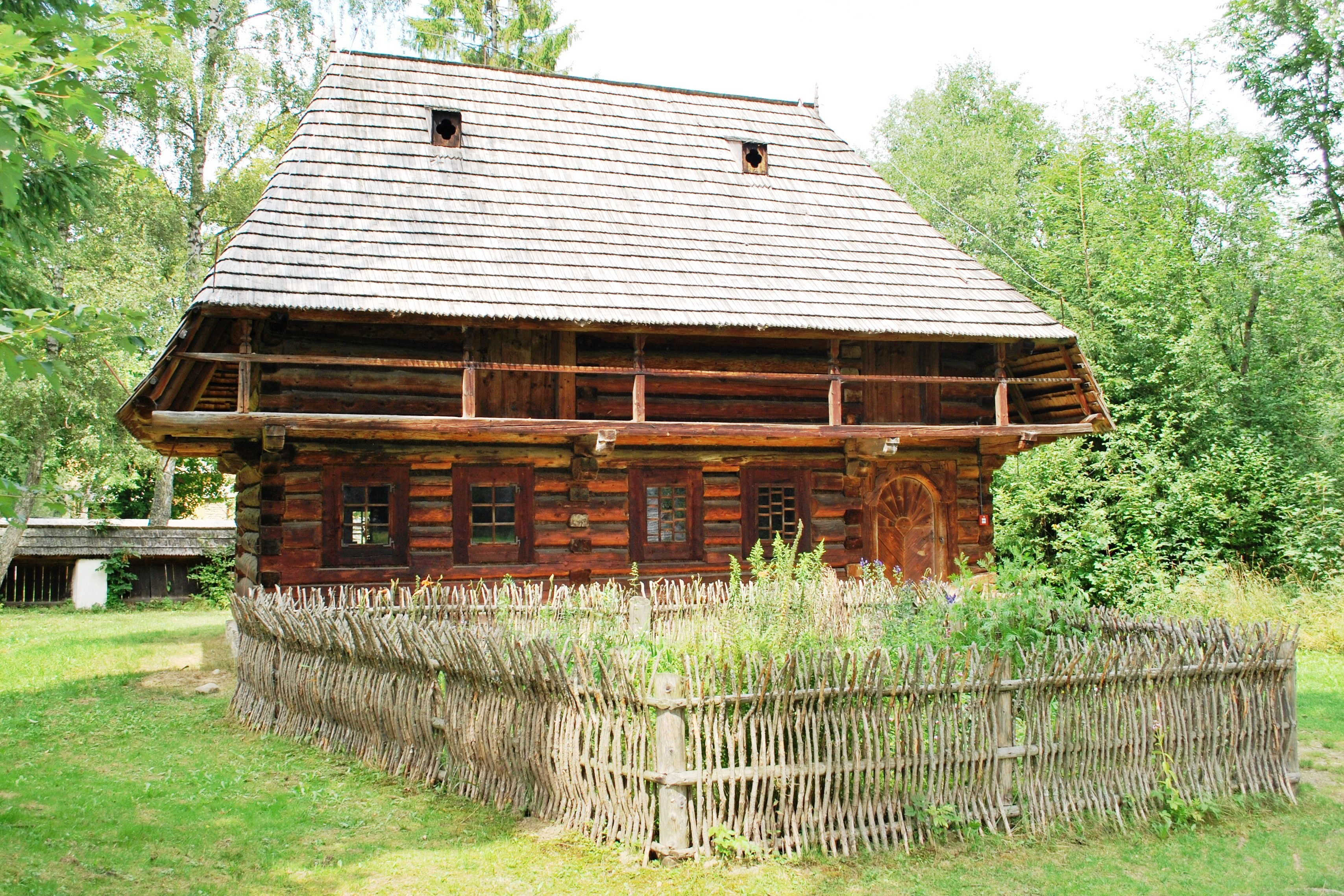
Chałupa Kotta
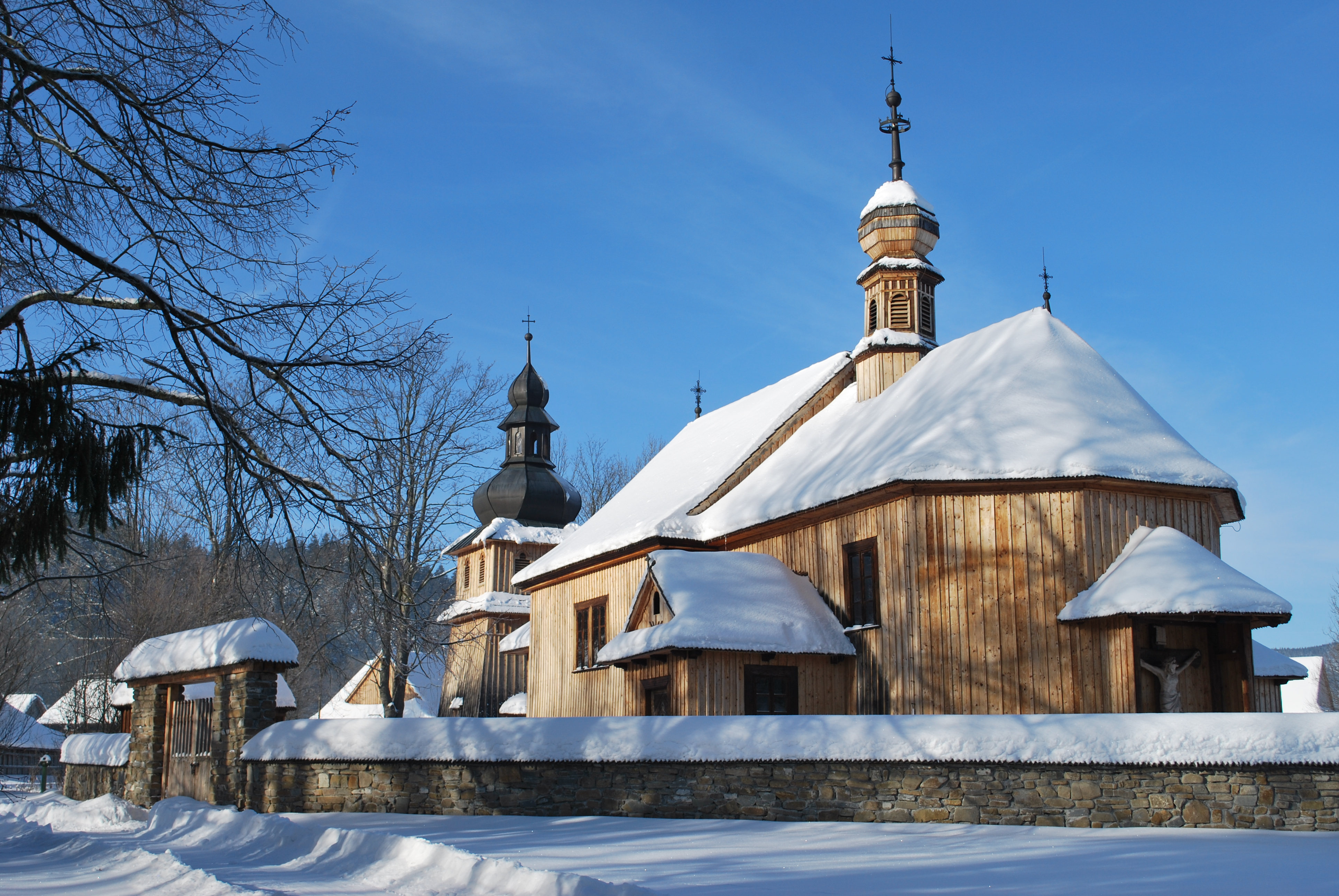
Kościół w zimowej szacie
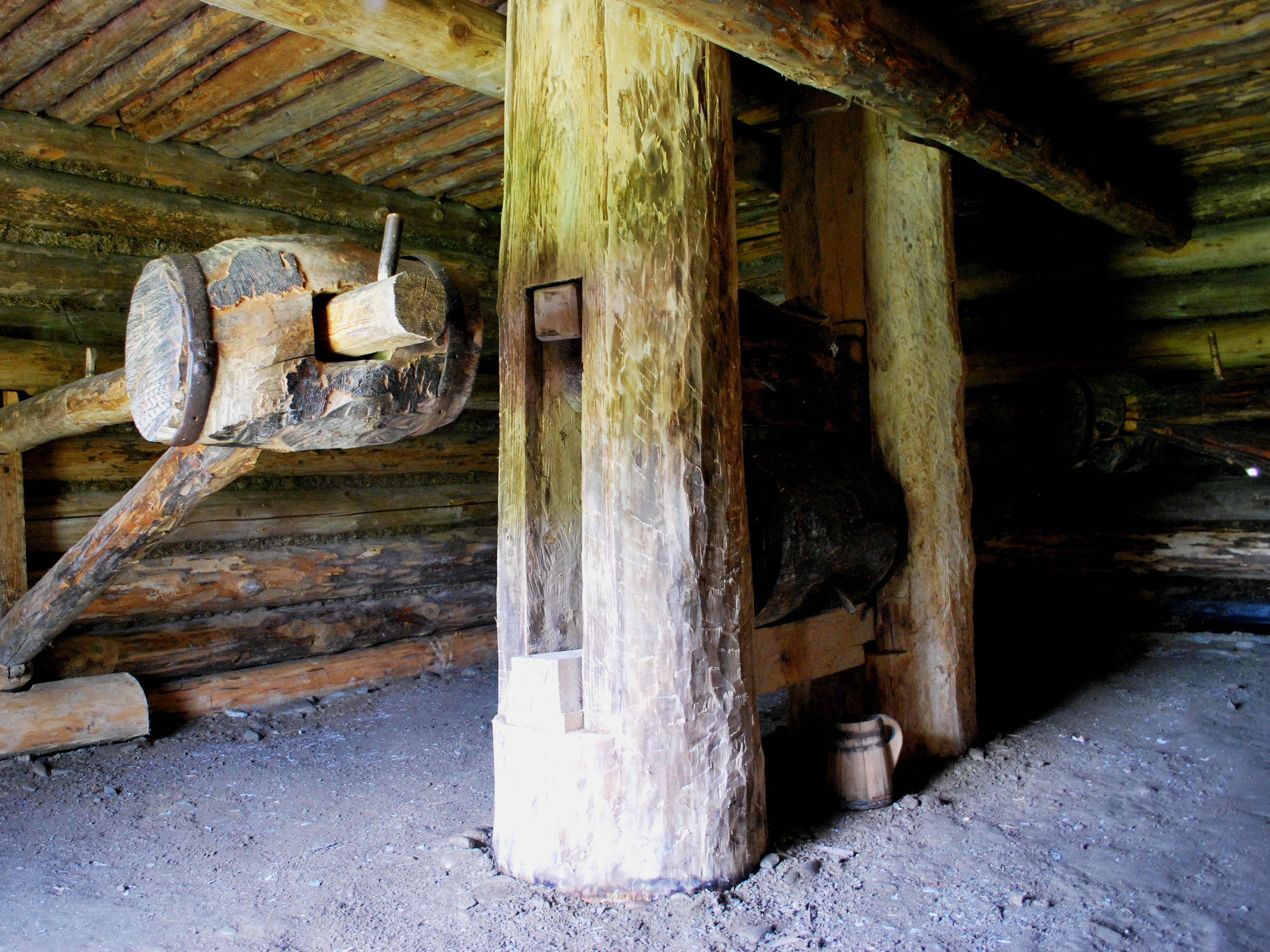
Olejarnia – wybijac
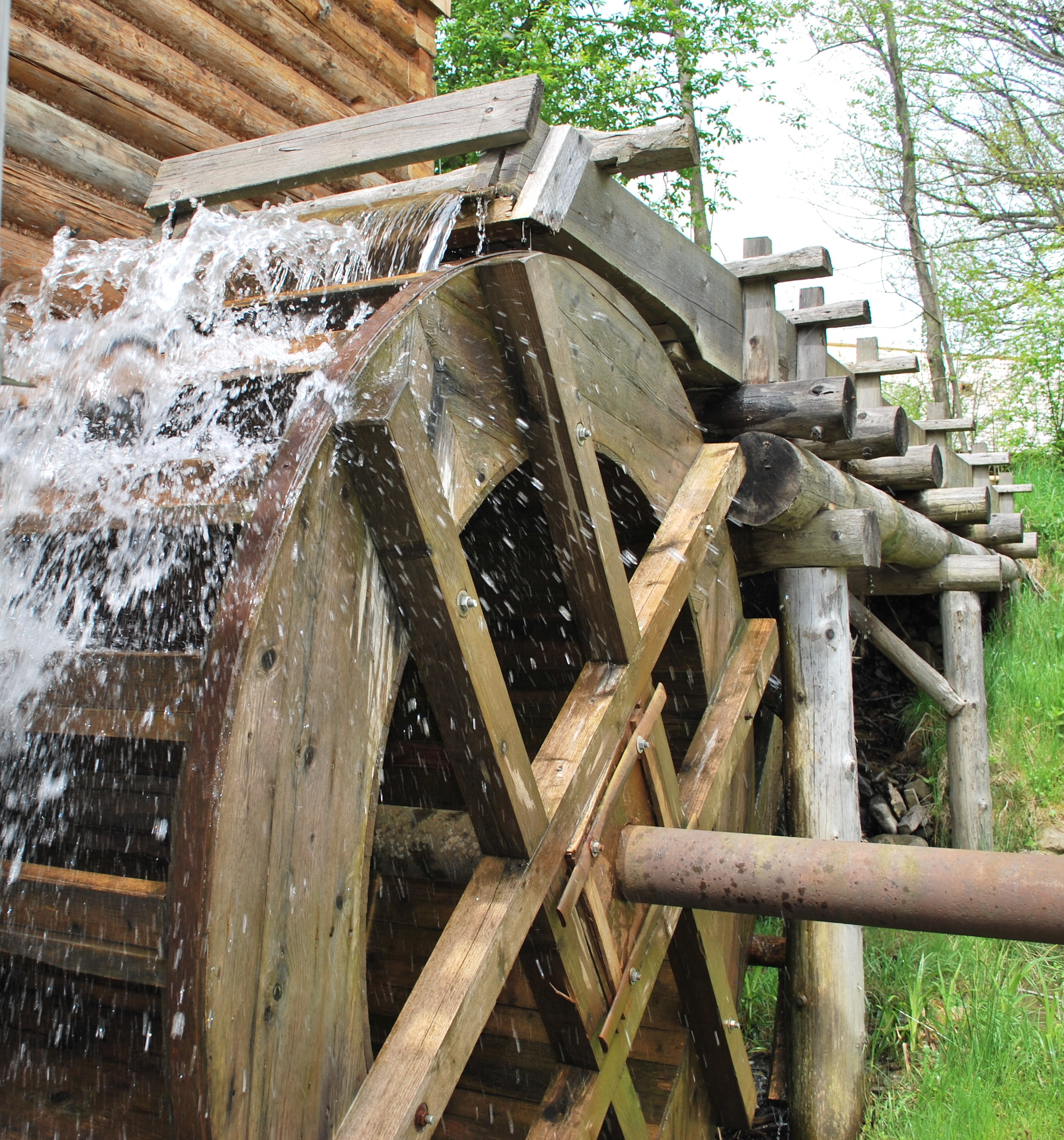
Młyńskie koło wodne
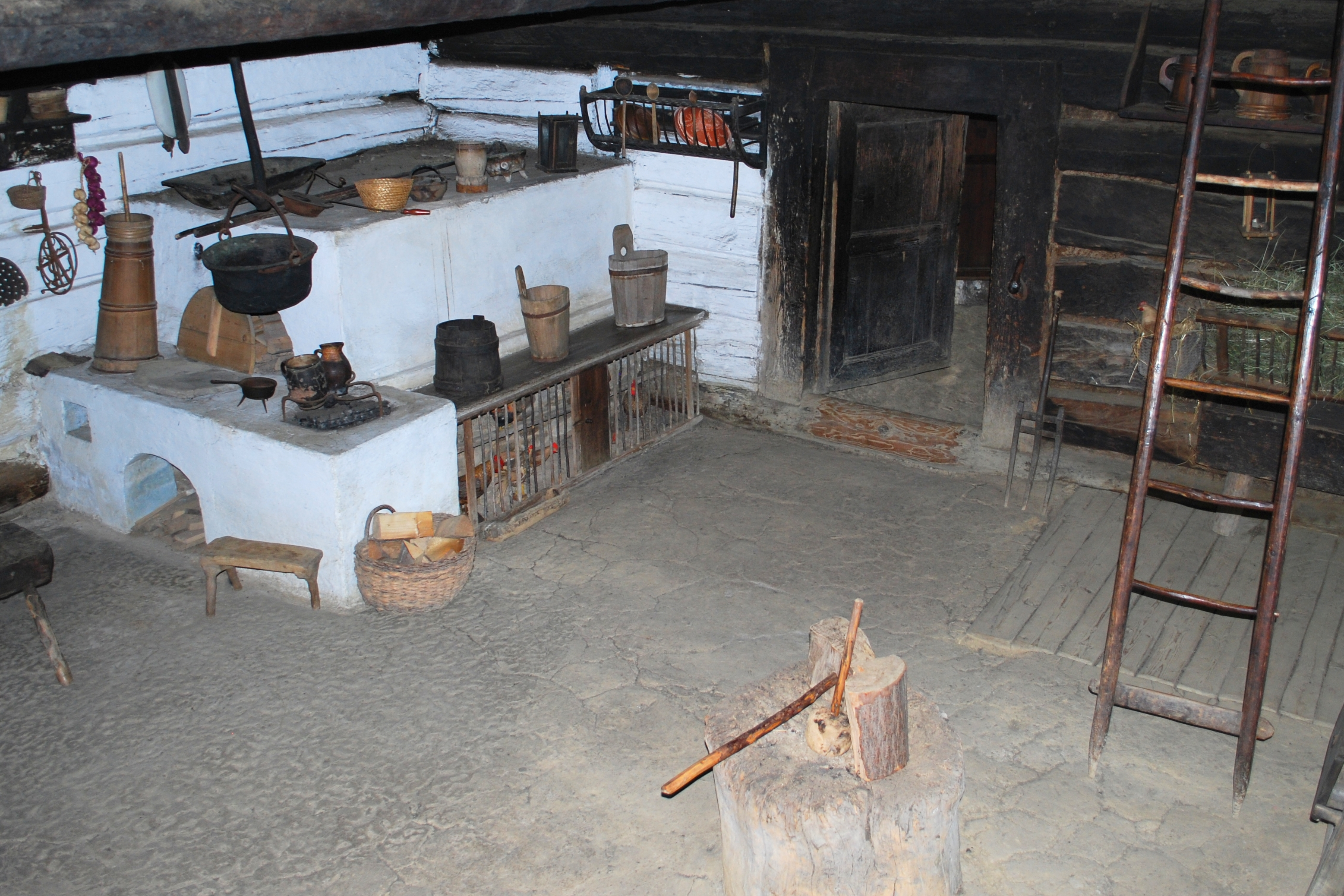
Czarna izba w dworze Moniaków
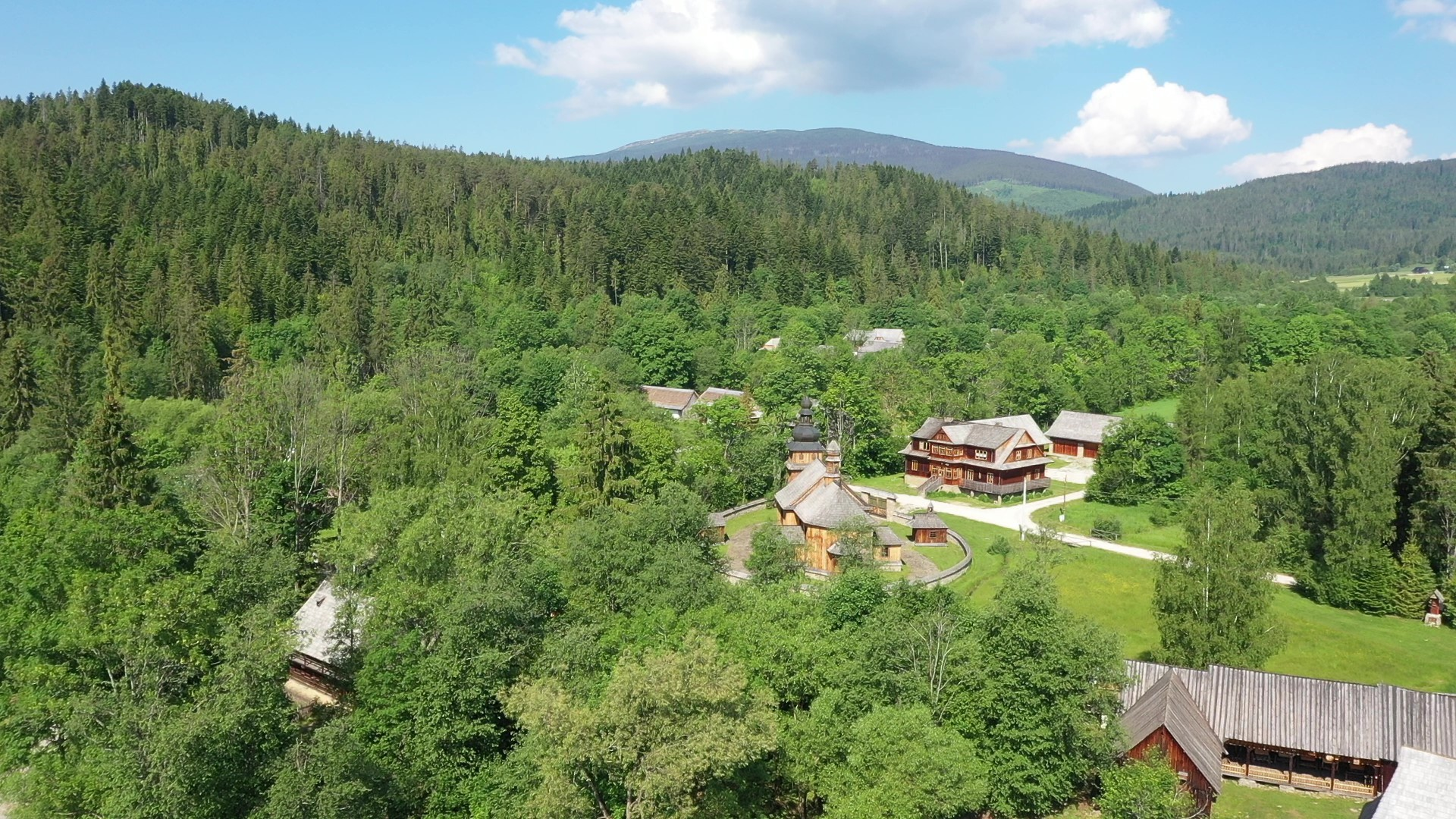
Fragment muzeum z lotu ptaka, widoczny kościół i plebania - obecnie biuro muzeum, w tle Babia Góra